# Medietilsynet
Medietilsynet (en español: Autoridad de Medios de Comunicación) es una agencia administrativa noruega dependiente del Ministerio de Cultura y Asuntos de la Iglesia de Noruega, encargada de diversas tareas relacionadas con la radiodifusión, los periódicos y las películas.
Las tareas de la Autoridad incluyen
- Calificación de películas

- Normas sobre contenido, publicidad y patrocinio para los medios de difusión; manejo de aplicaciones de licencias para medios de difusión locales

- Tramitar solicitudes de subvenciones a la producción de periódicos, incluidos periódicos no líderes, periódicos en idiomas minoritarios y periódicos sami

- Supervisar e intervenir contra la adquisición de la propiedad de los medios de comunicación (ya sea prohibiendo la adquisición o fusión, o permitiendo una adquisición en condiciones tales como la Autoridad establece, incluyendo ordenar la desinversión de otros intereses de propiedad de los medios de comunicación.

## Historia
El organismo se estableció el 1 de enero de 2005 mediante la fusión de tres agencias gubernamentales:
- Clasificación Cinematográfica de Noruega (Statens filmtilsyn), que estaba a cargo de la calificación de películas.

- Autoridad Noruega de Propiedad de Medios (Eierskapstilsynet), que supervisó la propiedad de los medios de comunicación.

- Autoridad de Medios de Comunicación (Statens medieforvaltning, SMF), que tenía tareas relacionadas con la radiodifusión y los periódicos.

La nueva autoridad se encontraba en Fredrikstad a partir del 20 de marzo de 2006, donde ya se encontraba la Autoridad de Medios de Comunicación, pero en un nuevo edificio.
En 2003, la agencia se trasladó de Oslo a Fredrikstad desde el 20 de marzo de 2006, donde se había ubicado la Autoridad de Medios de Comunicación. Este fue un programa junto con otras seis direcciones e inspecciones que se trasladaron fuera de Oslo, que habían sido inicializados por Victor Norman, Ministro de Administración Gubernamental y Reforma del Partido Conservador. Costó 729 millones de coronas noruegas (NOK) trasladar las siete agencias. Un informe oficial de 2009 concluyó que las agencias habían perdido entre el 75 y el 90% de sus empleados, en su mayoría aquellos con larga edad, y que durante un tiempo las funciones críticas para la sociedad eran disfuncionales. No se han realizado reducciones de costos, no se ha producido un impacto significativo en la zona objetivo y se ha producido poco impacto en la comunicación entre los organismos y los ministerios. En un informe de 2010, el profesor Jarle Trondal concluyó que ninguna de las agencias se había vuelto más independiente después de la medida, a pesar de ser uno de los principales argumentos del ministro. La sucesora normanda, Heidi Grande Róys, del Partido Socialista de Izquierda, declaró que el movimiento había tenido un importante efecto simbólico en las áreas objetivo, y que no veía la falta de ventajas como una razón para no mover agencias similares más tarde.

## Sistema de clasificación

### Certificaciones actuales
| Clasificación | Edad adecuada    | Descripción | Año implementado | Observaciones | Películas |
| ------------- | ---------------- | --- | ---------------- | --- | --- |
| A             | Todas las edades | Permitido para todas las edades | 1994             | Reemplaza la clasificación 5 | Fantasía 2000, Cars, El mago de Oz, Cars 3 (solo en IMDb) |
| 6             | 6 años o más     | Permitido para cualquier persona de 6 años o más. Los niños menores de 6 años pueden verlo en las salas de cine si van acompañados por un adulto      | 2015             | Reemplaza la clasificación 7 | Los Increíbles 2, Cars 2, Despicable Me 3, The Good Dinosaur, Toy Story, Frozen, Cars 3, Los Simpson: la película, LEGO, Rango, Zootopia |
| 9             | 9 años o más     | Permitido para cualquier persona de 9 años o más. Los niños menores de 9 años pueden verlo en las salas de cine si van acompañados por un adulto      | 2015             | Reemplaza la calificación 11 junto con la calificación 12 reimplecóte.                                                           | Ford v Ferrari, Goosebumps 2: Haunted Halloween, Spider-Man: Un nuevo universo, La bella y la bestia, Los cazafantasmas, Star Wars: Episodio V - El Imperio contraataca, Casablanca |
| 12            | 12 años o más    | Permitido para cualquier persona de 12 años o más. Los niños menores de 12 años pueden verlo en las salas de cine si van acompañados por un adulto    | 1954             | Abolido en 1994 y reemplazado por la calificación 11, pero fue re-implementado en 2015 como un reemplazo a la calificación 11    | Avengers: Endgame, Spider-Man: Homecoming, 2012, Pirates of the Caribbean: Dead Man's Chest, Mortal Kombat (Netlix), 10 000 a. C., Spider-Man 2 (re-clasificación), Star Wars: Episodio II - El ataque de los clones (re-clasificación) Oblivion, Batman v Superman: Dawn of Justice, Vacaciones |
| 15            | 15 años o más    | Permitido para cualquier persona de 15 años o más. Los jóvenes menores de 15 años pueden verlo en las salas de cine si van acompañados por un adulto  | 1988             | Reemplaza la clasificación 16 | 1917, La naranja mecánica (re-clasificación) Cars 2 (2020 re-clasificación en Bergen, Tromsø y Svalbard) El padrino (Solo en ITunes), El padrino II (re-clasificación), Un hombre lobo americano en Londres, Destino final, Las tortugas ninja, Guerra mundial Z, Fritt Vilt II, Fast Five       |
| 18            | 18 años o más    | Permitido para cualquier persona de 18 años o más. Límite inferior absoluto. En los cines, todos los que están presentes deben tener al menos 18 años | 1970             | También se aplica a las películas que deben presentarse en los cines, pero que no se presentan para su clasificación por la NMA. | |

### Certificaciones obsoletos
| Clasificación | Edad adecuada | Descripción | Implementado | Suprimido | Observaciones |
| ------------- | ------------- | --- | ------------ | --------- | --- |
| 5             | 5 años o más  | Permitido para cualquier persona de 5 años o más. Límite inferior absoluto                                                                         | 1970         | 1994      | Reemplazado por A-rating |
| 7             | 7 años o más  | Permitido para cualquier persona de 7 años o más. Los niños menores de 7 años pueden verlo en las salas de cine si van acompañados por un adulto   | 1954         | 2015      | Reemplazado por 6-rating |
| 10            | 10 años o más | Permitido para cualquier persona de 10 años o más. Los niños menores de 10 años pueden verlo en las salas de cine si van acompañados por un adulto | 1988         | 1994      | Reemplazado por 11-rating |
| 11            | 11 años o más | Permitido para cualquier persona de 11 años o más. Los niños menores de 11 años pueden verlo en las salas de cine si van acompañados por un adulto | 1994         | 2015      | Sustituido por 9 y 12 clasificaciones |
| 16            | 16 años o más | Permitido para cualquier persona de 16 años o más.                                                                                                 | 1921         | 1988      | Reemplazado por 15-rating |
| Prohibido     |               | No está permitido para su estreno en salas | 1913         | 2004      | Sólo parcialmente abolido. La clasificación sigue siendo obligatoria para que las películas se presenten a un público menor de 18 años. La NMA no puede registrar ni clasificar películas que consideren contrarias al derecho penal noruego. |

### Contenido prohibido
A partir de 2004, ya no era necesaria la clasificación de las películas que debían ser vistas a las personas de 18 años o más. Si un distribuidor decide registrar una película sin clasificación, el distribuidor de la película será penalmente responsable si la película tiene contenido prohibido por la ley noruega.
Los contenidos prohibidos en películas y otros medios de entretenimiento en Noruega son:
- Pornografía infantil

- Pornografía (con excepciones)

- Uso indebido de representaciones graves de violencia con fines de entretenimiento.